# Riget
Riget (in de Engelstalige wereld uitgebracht als The Kingdom) is een Deense televisie-dramaserie van Lars von Trier uit 1994, die uit twee keer vier delen  bestaat bestaat, Riget (1994) en Riget II (1997). Het derde seizoen, Riget Exodus, werd aangekondigd in december 2020 en is in 2022 uitgezonden.

## Verhaal
Riget betekent letterlijk "Het Rijk" en is de bijnaam van Rigshospitalet (het Rijksziekenhuis) in Kopenhagen, waar de serie zich afspeelt. De fictieve serie is gesitueerd rondom de neurologische afdeling van het ziekenhuis en volgt zowel patiënten als personeelsleden. Op de afdeling gebeuren merkwaardige dingen die voor de wetenschap onverklaarbaar zijn.
Tussendoor geven twee afwassers met het syndroom van Down in de kelder van het gebouw commentaar op de gebeurtenissen en het doen en laten van de personages. Hetzelfde doet Lars von Trier tijdens de aftiteling, waarna hij steevast afsluit met de woorden Vær vel beredt på at tage det gode med det onde ("Wees goed voorbereid om het goede met het kwade te nemen").
De serie is gemaakt in een sepiakleur en met een onvast bewegende camera, wat doet denken aan de Dogma 95-films waarvan Von Trier een der voortrekkers was. Omdat er aan het eind van de eerste serie een groot aantal vragen onbeantwoord bleef, schreef Von Trier een tweede serie, die exact verdergaat waar de eerste is gebleven. Deze tweede serie eindigt in een cliffhanger. Twee van de hoofdrolspelers (Ernst-Hugo Järegård en Kirsten Rolffes) en een acteur met een belangrijke bijrol (Morten Rotne Leffers) stierven voordat een derde reeks kon worden gemaakt. Sommigen beschouwen het open einde als een passende afsluiting van de surrealistische en soms onbegrijpelijke plot.
Een derde seizoen van vijf afleveringen is uitgezonden in 2022.

## Rolverdeling
| Acteur              | Personage                       |
| ------------------- | ------------------------------- |
| Ernst-Hugo Järegård | Stig Helmer                     |
| Kirsten Rolffes     | Sigrid Drusse                   |
| Holger Juul Hansen  | Prof. Einar Moesgaard           |
| Søren Pilmark       | Arts-assistent Jørgen Krogshøj  |
| Ghita Nørby         | Anesthesioloog Rigmor Mortensen |
| Baard Owe           | Prof. Palle Bondo               |
| Solbjørg Højfeldt   | Camilla                         |
| Birgitte Raaberg    | Judith Bang Petersen            |
| Udo Kier            | Åge Krüger                      |
| Jens Okking         | Bulder                          |
| Helle Virkner       | Emma Mogensen                   |